# Eine bekehrte Britenfamilie verbirgt einen Missionar vor der Verfolgung durch die Druiden
Eine bekehrte Britenfamilie verbirgt einen Missionar vor der Verfolgung durch die Druiden (englisch: A Converted British Family Sheltering a Christian Missionary from the Persecution of the Druids) ist ein Gemälde von William Holman Hunt, welches 1850 in der Royal Academy ausgestellt wurde und jetzt im Ashmolean Museum in Oxford ausgestellt wird. 

## Thema
Hunts Gemälde zeigt eine Familie von Inselkelten, die in einer grob gebauten Hütte am Flussufer wohnen. Sie umsorgen einen Missionar, der sich vor einer Gruppe heidnischer britischer Kelten versteckt. Auf der linken Seite ist im Hintergrund außerhalb der halb offenen Hütte ein Druide zu sehen, der mit seinem ausgestreckten Arm einen Mob zur Ergreifung eines weiteren Missionars aufzufordern scheint, der seinen Verfolgern zu entkommen versucht. Auch der Familie im Innern der Hütte entgeht die Szene draußen nicht. Ein Steinkreis ist hinter dem Missionar durch das Fenster sichtbar. Der Kontrast zwischen christlichen und druidischen Symbolen wird durch das auf eine Wand zum Innern der Hütte in Rot aufgemalte Kreuz verdeutlicht.
Durch die Anwesenheit der Druiden lässt sich die Zeit, die das Gemälde abbilden will, auf die Mitte des 1. Jahrhunderts eingrenzen, als die Römer die britische Insel eroberten. Die liturgischen Gewänder hingegen weisen auf einen späteren Zeitpunkt hin.

## Rezeption

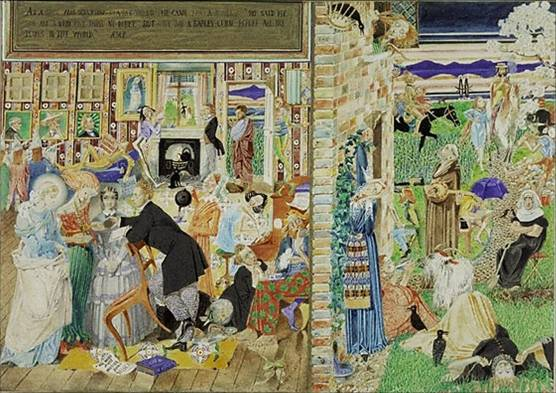
Florence Claxton: The Choice of Paris: An Idyll (1860), ein Satire auf das Bild

Das Gemälde wird mit John Everett Millais’ Christ in the House of His Parents verglichen. Beide Künstler versuchten, Episoden aus der frühchristlichen Geschichte darzustellen. Hunt wurde aber wegen der seltsamen Komposition und der verzerrten Posen der Figuren immer kritisiert. 1860 parodierte Florence Claxton in ihrem Gemälde The Choice of Paris: An Idyll Hunts Werk.  Ebenso nahmen andere Werke der Präraffaeliten das Gemälde auf. So weist zum Beispiel die Hütte Ähnlichkeiten auf mit dem gleichzeitig entstandenen Werk Die Mädchenzeit der Jungfrau Maria von Dante Gabriel Rossetti auf.
Hunt selbst hielt es für sein bestes Werk, wie er auch 1872 in einem Brief an Edward Lear in Bezug auf das Gemälde schrieb.